# Oscar Abreu
Pour les articles homonymes, voir Abreu.
Oscar Abreu, né en 1978 à San Juan de la Maguana en République dominicaine, est un peintre et sculpteur.

## Biographie
Oscar Abreu naît en 1978 à San Juan de la Maguana en République dominicaine.
Peintre et sculpteur, il expose en 2014 au Miami River Art Fair.
En 2018, lui et le ministre de la Culture, Eduardo Selman, tiennent une réunion au cours de laquelle ils envisagent de créer à Saint-Domingue la troisième édition de la foire d'art contemporain "Artforo", une plate-forme culturelle et artistique internationale dont les deux éditions précédentes se sont tenues à New York en 2016 et 2017.
Il organise en 2019 une exposition collective intitulée "Arte Contemporáneo en Santo Domingo" avec les œuvres de 26 artistes locaux, à la Galerie nationale des beaux-arts, dans le cadre de la présentation du livre du même nom, écrit par Amable López Meléndez.